# Aeropuerto Internacional de Luxor
El Aeropuerto Internacional de Luxor (IATA: LXR, OACI: HELX) es el principal aeropuerto que atiende la ciudad de Luxor, en Egipto. Está localizado a 6 km al este de la ciudad.
Muchas aerolíneas chárter utilizan el aeropuerto, puesto que es un popular destino de negocios para aquellos que visitan el río Nilo y el valle de los Reyes.
En 2008, el aeropuerto atendió a 2 168 700 pasajeros (+9.7 % respecto a 2007).
En 2005 el aeropuerto fue mejorado para atender a 8 millones de pasajeros al año. Las instalaciones de pasajeros incluyen 48 mostradores de facturación, 8 puertas de embarque, 5 puestos de reclamación de equipajes, una oficina de correos, un banco, una oficina de cambio de divisas, una máquina de cambio automático (CIB), restaurantes, cafeterías, una sala VIP, una tienda duty free, un kiosko/estanco, una droguería, una tienda de regalos, un agente de viajes, un puesto de información turística, alquiler de coches, botiquín, un lugar de cambio de pañales, instalaciones y accesos para discapacitados y un centro de negocios.
Las instalaciones de carga incluyen un almacén refrigerado, lugar de cuarentena de animales, gestión de elementos vivos, oficiales de salud, equipamiento de rayos X, y equipos de fumigación.
El agente de la terminal de carga del aeropuerto es EgyptAir Cargo.

## Aerolíneas y destinos

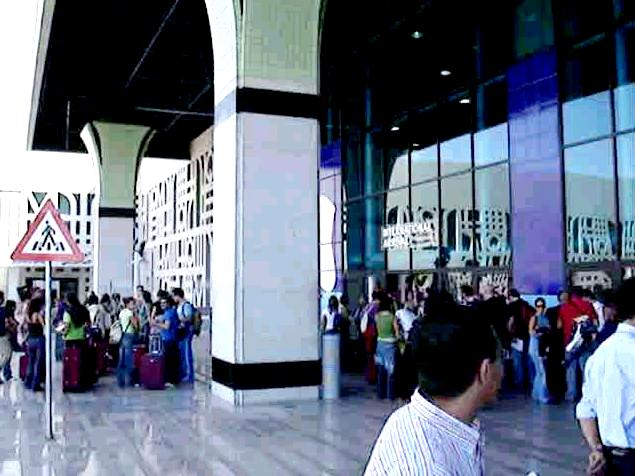
Aeropuerto Internacional de Luxor.

Luxor está servida por las siguientes aerolíneas regulares:
| Aerolíneas                            | Destinos                                                                           |
| ------------------------------------- | ---------------------------------------------------------------------------------- |
| Air Arabia                            | Sharjah                                                                            |
| Bahrain Air                           | Baréin                                                                             |
| EasyJet                               | Londres-Gatwick                                                                    |
| Edelweiss Air                         | Zúrich                                                                             |
| EgyptAir                              | Abu Simbel, Aswan, Cairo, Kuwait, Londres-Heathrow, Madrid                         |
| EgyptAir operado por EgyptAir Express | Abu Simbel, Aswan, Cairo, Marsa Alam, Sharm el-Sheikh                              |
| Flydubai                              | Dubái                                                                              |
| Jazeera Airways                       | Kuwait                                                                             |
| Luxair                                | Luxemburgo                                                                         |
| Qatar Airways                         | Doha                                                                               |
| Transavia.com                         | Ámsterdam                                                                          |
| Transavia.com France                  | París-Orly                                                                         |
| TUI Airlines Nederland                | Ámsterdam                                                                          |
| TUI Airways                           | Birmingham, Londres-Gatwick, Mánchester                                            |
| TUI fly Belgium                       | Bruselas                                                                           |
| TUIfly                                | Seasonal: Berlín, Colonia/Bonn, Düsseldorf, Fráncfort, Hannover, Múnich, Stuttgart |

Además, diversas aerolíneas pèran vuelos chárter en el aeropuerto, incluyendo AlMasria Universal Airlines, AMC Airlines (que tiene su base aquí) y Neos.

## Estadísticas
Ver fuente y consulta Wikidata.

## Accidentes e incidentes
El 20 de febrero de 2009, un Antonov An-12 de Aerolift se estrelló tras estallar en llamas un motor durante el despegue.